# 明日の稚児舞
明日の稚児舞（あけびのちごまい）は、富山県黒部市宇奈月町明日に伝わる民俗芸能の稚児舞。選択無形民俗文化財および重要無形民俗文化財に選択・指定されている。

## 概要
明日の稚児舞は、安土桃山時代に始まったとされており、毎年4月18日に法福寺の観音会にて奉納される舞である。
1972年（昭和47年）8月5日に選択無形民俗文化財に選択され、その後、加茂神社の稚児舞・熊野神社の稚児舞とともに、越中の稚児舞の一つとして、1982年（昭和57年）1月14日に重要無形民俗文化財に指定されている。また2006年（平成18年）には、「とやまの文化財百選（とやまの祭り百選部門）」に選定されている。
稚児舞は、矛の舞、大平楽、臨河楽、万歳楽、千秋楽の 5曲からなり、上方系の舞楽が地方化したもので、古い民俗行事の特色を伝えており稚児舞の典型例であるとされている。法福寺で本堂の前庭中央に舞台を作って 小学生4人の稚児が舞い、曲目によって舞い方が異なる。